# حنا بولسين
حنا بولسين (بالفنلندية: Hanna Poulsen)‏ هي متسابقة ملكة الجمال وعارضة فنلندية، ولدت في 9 فبراير 1984 في بورفو في فنلندا.

## وصلات خارجية
- حنا بولسين على موقع IMDb (الإنجليزية)